# Violinista (cómic)
El Violinista es un supervillano que aparece en los cómics estadounidenses publicados por DC Comics, como enemigo del primer Flash.
Isaac Bowin apareció en las dos primeras temporadas de Stargirl, interpretado por Max Frantz. Además, dos encarnaciones femeninas del violinista aparecen en The Flash, interpretadas por Miranda MacDougall y Magda Apanowicz.

## Historial de publicaciones
Violinista apareció por primera vez en All-Flash #32 (diciembre de 1947/enero de 1948) y fue creado por Robert Kanigher y Lee Elias.
Anteriormente, un personaje con el mismo nombre, aunque solo superficialmente similar, apareció en varios episodios de Action Comics de Vigilante (comenzando con Action Comics # 59, fecha de portada de abril de 1943).

## Biografía ficticia
La historia del violinista cambió un poco durante Crisis on Infinite Earths.

### Pre-Crisis
El Violinista comenzó como un ladrón que fue arrestado en la India y enviado a la cárcel. Mientras estaba en prisión, conoció a un faquir, encantando a una serpiente en su celda, quien le enseñó el "arte místico" de la música india. Durante los siguientes cinco años, aprendió el secreto del faquir e hizo un violín tosco con material que podía encontrar en la prisión. Desarrolló la habilidad de usar su violín para tocar sonidos que podían hipnotizar a otros, romper objetos o crear barreras. Después de que el faquir declaró que su alumno lo había superado, usó el instrumento para hipnotizar a los guardias para que abrieran sus celdas y él y el faquir escaparon. Luego asesinó al faquir y al comerciante que lo había hecho arrestar en primer lugar.
Al regresar a Estados Unidos, el Violinista, como se llamaba a sí mismo, hizo su primera parada en Keystone City. Si bien el Violinista logró humillar a Flash (Jay Garrick) la primera vez que se conocieron, Flash pudo frustrar su plan, que implicaba reemplazar al Maestro Bowin, un virtuoso del violín, que en realidad era el hermano gemelo de Violinista. La similitud física entre los hermanos (que habían sido separados al nacer) también llevó a que Bowin fuera brevemente sospechoso de los crímenes del Violinista. El Violinista capturó a su hermano y a Flash, pero escaparon y el Violinista aparentemente se suicidó zambulléndose en un río. Como suele ser el caso, El Violinista sobrevivió a su zambullida en el río y volvió a luchar contra Flash unos meses después. El villano refinó su apariencia, se afeitó los mechones oscuros y se puso la peluca blanca empolvada que se convirtió en su marca registrada por el resto de su vida. Después de que Flash frustra un pequeño robo y arresta a la mayoría de su pandilla, el Violinista siguió al héroe a distancia, pero llegó a tiempo para armar una pelea entre Flash y Joan Williams. El intercambio, con Joan molesta por el momento en que la vida de Flash lo alejó de casa, inspiró a Violinista a socavar al héroe. Usando criminales locales, Violinista hizo arreglos para que "ciudadanos comunes" (en realidad miembros de su pandilla) demostraran que Flash no era necesario. Como Flash llegaba siempre justo a tiempo para ver a los "ciudadanos" derrotar a los delincuentes, se le aconsejó descansar, relajarse o tomar unas vacaciones. Finalmente, los trucos pasaron factura y Flash anunció su retiro. Tan pronto como supuestamente partió, el Violinista instigó un reinado de terror en Keystone, organizando robos casi a diario. Una noche, Joan se arrepintió particularmente de su advertencia a Flash y se encargó de resolver la situación. Usando espejos para difuminar su forma y darle la ilusión de velocidad, se puso un uniforme de repuesto y emprendió la persecución del Violinista. Si bien la atlética Joan era bastante capaz de lidiar con matones comunes, no era rival para un maestro criminal como Violinista. Para asombro del criminal, Flash parecía ser una mujer. No obstante, el Violinista decidió deshacerse de ella y la ató al enrejado de una vía de tren cercana. Cuando el tren se abalanzó sobre su forma atada, el verdadero Flash la rescató rápidamente y se abalanzó sobre el Violinista. Para no ser tomado fácilmente, el Violinista se zambulló entre los lazos, cayendo a su presunta muerte.
Desde entonces, continuó atormentando a Flash una y otra vez. Fue miembro de la segunda Sociedad de la Injusticia, que capturó a la JSA y la puso brevemente bajo su control antes de que Harlequin y Canario Negro restauraran sus recuerdos. En Liberty Hall en Independence City, los ciudadanos de esa ciudad se han reunido en masa para proteger la Campana de la Libertad de la Sociedad de la Injusticia, cuando de repente una música extraña hace que todos quieran bailar. La música, interpretada por el Violinista, funciona de maravilla hasta que aparecen el Dr. Mid-Nite y Wonder Woman y aparentemente ponen fin al violín diabólico. Pero el Violinista se recupera repentinamente, toca algunas notas (lo que hace que Freedom Bell caiga sobre el dúo, atrapándolos) y bombea gasolina adentro para vencerlos. Desafortunadamente para Violinista, la campana está rota y la pareja de JSA sobrevive a los efectos del gas respirando aire fresco a través de esa grieta. Aun así, se le ha advertido a Violinista que, como último recurso, chasquee los dedos para que los miembros de la JSA vuelvan a estar bajo su trance hipnótico, lo cual hace, y luego los tres se alejan en el Violin-Mobil de Violinista con la campana a cuestas. Los otros miembros de JSA son capturados de esta manera, pero nuevamente Canario Negro y Harlequin restauran las mentes de JSAer.
Más tarde, Violinista formó parte de un trío de criminales que hizo que el Flash original saliera de su retiro. Violinista, junto con Shade y Pensador, fueron detenidos por el primero de muchos equipos de héroes de Tierra-Uno y Tierra-Dos en la clásica historia "Flash of Two Worlds" de The Flash # 123 (septiembre de 1961). Barry Allen, el Flash de la Tierra-1, visitó la Tierra-2 accidentalmente y buscó a su héroe de cómic, el Flash original. Juntos, los dos Flashes detuvieron a los villanos, a pesar de que Violinista los colocó brevemente a ambos bajo su control. Este problema llevó a muchos otros equipos entre los héroes y villanos de Tierra-1 y Tierra-2. El Violinista, el Mago y Icicle formaron los "Campeones del crimen" que, con los Campeones del crimen de la Tierra-1 (Doctor Alquimia, Chronos y Félix Fausto), intentaron cometer robos después de que el violinista descubriera accidentalmente una forma de viajar a través de las barreras vibratorias entre las Tierras durante una fuga. Esto condujo al primer equipo JLA/JSA. El Violinista, mientras cometía un robo de un millón de dólares en la Tierra-2, escapó de Hawkman, Tierra-2 Flash y  Átomo, aunque los Flashes de ambas Tierras fueron capturados y colocados en esferas vibratorias, ya que podrían reconocer a los criminales debido a su capacidad de viajar entre las Tierras. Finalmente, los villanos comienzan a cometer crímenes en los mundos de los demás. Usando la magia tibetana del Mago, los ladrones de Tierra-2 se hicieron pasar por los ladrones de Tierra-1, el Violinista se hizo pasar por Felix Fausto y lucharon contra Aquaman, Detective Marciano y Átomo. Cuando Violinista intentó robar un museo en la Tierra-1 en su verdadera forma, Hourman y Tierra-2 Átomo lo detuvieron. Sin embargo, los héroes fueron encarcelados por Crime Champions en jaulas en el espacio, pero los Green Lanterns los ayudaron a escapar y regresar a la Tierra, después de lo cual los ladrones fueron derrotados y encarcelados en sus respectivas Tierras.

### Post-Crisis
El hijo de Británicos aristócratas, Isaac Bowin tenía talento para la música y un impulso para viajar. Al quedarse sin dinero, recurrió al robo y al robo para llegar a fin de mes hasta que fue arrestado en India y enviado a la cárcel. Entonces conoció a un faquir, como en la versión Pre-Crisis.
Al regresar a América y asumir una nueva identidad, la del Violinista, Bowin hizo su primera parada en Keystone City. La principal diferencia entre este nuevo origen y la historia original es que él sabía que el Maestro Bowin era su gemelo y quería arruinar el buen nombre de su hermano. Continuó molestando a Jay Garrick durante muchos años, y finalmente se unió al Pensador y la Sombra para eliminar Keystone City de la visión y la memoria del mundo. Barry Allen sin darse cuenta cruzó la barrera vibratoria que el Violinista creó en la versión post-crisis de Grant Morrison del primer equipo de Jay/Barry, "Flash of Two Cities". Como en la historia original, los dos Flashes derrotaron a los villanos juntos.
Durante la miniserie Legends de DC de 1986, la gente de Estados Unidos se vuelve contra los héroes y se promulgó una ley según la cual nadie podía operar legalmente con un disfraz.
Para el violinista, este período resultó ser un momento oportuno para unirse a su antiguo compañero, el Mago en su nueva Sociedad de la Injusticia, ahora llamada "Injustice Unlimited". Superaron la seguridad en la Conferencia de Comercio Internacional en Calgary, Canadá, a saber, Infinity Inc. y un contingente de los Guardianes Globales. Obligaron a los héroes a ayudar en algún caos. El Violinista llevó a Obsidian y la Llama Verde a Londres y, con su ayuda, robó un violín Stradivarius muy preciado. Luego regresaron a Calgary para compartir la riqueza robada que estaba reuniendo el Mago, pero el plan se volvió loco cuando Hourman (Rick Tyler) revivió y se liberó, así como cuando Solomon Grundy fue traído desde el círculo polar ártico. Fue Hourman quien incapacitó al Violinista al destruir el Stradivarius, y después de la confusión, las fuerzas del orden canadienses lo detuvieron.
En la serie Hawkworld de John Ostrander, se reveló que el faquir que le enseñó a Bowin sus habilidades hipnóticas era en realidad un demonio. El Violinista aparentemente muere en esa historia, pero ha resurgido desde entonces (posiblemente a través de las maquinaciones del demonio Neron, ya que el violinista reapareció vivo por primera vez en la asamblea de supervillanos de Neron en Underworld Unleashed # 1). El mismo demonio convertiría a un guitarrista de heavy metal en una versión de 1990 del Violinista llamado Thrasher. El Thrasher fue derrotado por Hawkman y no ha vuelto a aparecer. No está claro si esta versión del origen de Violinista todavía está en continuidad.
Un Iowa Bowin, afirmando ser el bisnieto de Violinista, apareció en una historia ambientada en el futuro. Aunque su versión basada en la guitarra de los poderes de su bisabuelo inicialmente causó el caos, deseaba ser un héroe, trabajando junto a Kid Flash.
En el primer número de la miniserie de Crisis infinita Villains United, el violinista se ha unido a los Seis Secretos. Decepcionado por la actuación del Violinista contra agentes de H.I.V.E. durante su primera misión, Mockingbird lo considera "incompetente" y ordena que lo maten. Deadshot lleva a cabo la ejecución; Tras la muerte de Fiddler, el es reemplazado en el equipo por Catman. Más tarde se descubre que el violín del Violinista está en posesión de la Virtuosa, una mujer aliada con la Sociedad. Sin embargo, más recientemente, un hombre que se parece a Violinista hace un cameo en Green Arrow/Canario Negro, se muestra molesto en una habitación llena de violines destruidos por una pelea reciente entre Green Arrow, Black Canary y un asaltante afuera.
El Violinista ha sido identificado como uno de los fallecidos enterrados debajo del Salón de la Justicia. Es uno de los muchos supervillanos muertos reanimados como miembros del Black Lantern Corps. Él ocupa un lugar destacado como Black Lantern durante un breve arco narrativo que recorre el número único de reactivación de Suicide Squad y los siguientes dos números de Secret Six. El Violinista aparentemente está destruido.
En "DC Rebirth", Violinista fue visto en Zambia participando en un juego de cartas con Psych, Shrike y Vortex. Cuando Psych detectó que Violinista hizo trampa, Violinista es sostenido a punta de pistola solo para que todos ellos sean asesinados por las proyecciones de las personas que mataron.
Eobard Thawne sacó al Violinista de un momento no especificado y lo reclutó para unirse a la Legión de Zoom.

## Poderes y habilidades
El Violinista posee habilidades mágicas que canaliza a través de sus violines. Las vibraciones musicales que crea pueden romper objetos sólidos, crear campos de fuerza e hipnotizar a otros debido a la gran cantidad de graves de subnivel.
Utiliza violines equipados con armas como cuchillas y pistolas. Viaja en su Fiddle Car, que Jay Garrick reconoce de vista.

## Otros personajes llamados Violinista
Hay otros personajes que se llamaban Violinista:
Hay un hombre anónimo que operaba como Violinista y era enemigo de Bulletman y Bulletgirl. Su violín le permitía hipnotizar a cualquiera.
Antes del debut de Isaac Bowin, un hombre llamado Benjamin Bowe operaba como Violinista y era enemigo de Vigilante y Stuff the Chinatown Kid.

## En otros medios

### Televisión
- Un personaje basado en el Violinista llamado Music Master aparece en el episodio de dos partes de Liga de la Justicia, "Legends", con la voz de Udo Kier.
- El Violinista hace un cameo sin hablar en el episodio de Liga de la Justicia Ilimitada, "Flash and Substance".
- Dos encarnaciones femeninas del Violinista aparecen en The Flash.
  - La primera, una versión de género de Isaac Bowin llamada Izzy Bowin (interpretada por Miranda MacDougall), aparece en el episodio "Sujeto 9" como una cantante de country y violinista que estuvo expuesta a la materia oscura liberada por la aparición de Flash de la Fuerza de la Velocidad como parte de los planes del Pensador. Esto hizo que adquiriera la capacidad de disparar ondas sónicas de conmoción. Flash y Elongated Man intentan protegerla cuando es atacada por el Pensador, dándole un violín con el que puede canalizar sus poderes, pero el villano logra robar el cuerpo y los poderes de Izzy, matándola en el proceso.
  - La segunda encarnación, Andrea Wozzeck (interpretada por Magda Apanowicz), aparece en la novena temporada como miembro de los Renegados de Red Death que puede manipular ondas de sonido a través de objetos que producen sonido, como su violín construido con tecnología de Empresas Wayne.
- Una variación del Violinista y su legado aparece en Stargirl.
  - El Violinista original aparece en una fotografía representada en el episodio "S.T.R.I.P.E." que lo identificó como miembro de la Sociedad de la Injusticia de América (ISA), se mencionó en el episodio "Hourman and Dr. Mid-Nite" como un irlandés y enemigo de la Sociedad de la Justicia de América (JSA), y se muestra en un flashback en el episodio "Shiv" Pt. 1, interpretado por un Timmy Sherrill no acreditado.
  - En el presente, su esposa, la directora Anaya Bowin (interpretada por Hina Khan) asumió su legado y su papel dentro de la ISA hasta que los miembros de la ISA, Sportsmaster y Tigresa, la matan por insultarlos, y la muerte de Anaya se encubre como un accidente de caza.
  - El hijo del Violinista y Anaya, Isaac Bowin (interpretado por Max Frantz), es representado como un joven prodigio musical y compañero de clase de Courtney Whitmore, quien a menudo es molestado por los matones. En la segunda temporada, Cindy Burman le revela el legado de la familia de Isaac antes de reclutarlo para la Injusticia Ilimitada. Sin embargo, más tarde es consumido por Eclipso mientras lucha contra la JSA de Whitmore.

### Varios
- El Violinista aparece en el número 8 de la serie de cómics vinculados a Justice League Unlimited.
- El Violinista hace un cameo en Batman: The Brave and the Bold #15.